# 博胡斯拉夫·库切拉
博胡斯拉夫·库切拉（捷克語：Bohuslav Kučera，1923年3月26日—2006年3月11日），是捷克斯洛伐克的律师、政治家，曾在欧德里希·切尔尼克担任总理时期出任司法部长。